# Milaan-San Remo 2012
Op 17 maart 2012 werd de 103de editie verreden van de Italiaanse klassieker Milaan-San Remo. Deze jaarlijkse wielerklassieker start in Milaan en eindigt in San Remo.

## Minuut stilte
Voor de start werd een minuut stilte gehouden ter nagedachtenis aan de slachtoffers van het ongeval met een Belgische bus in de Sierretunnel vier dagen ervoor, waarbij 28 mensen, waaronder 22 kinderen, het leven verloren. De startplaats van de wedstrijd ligt op een honderdtal kilometer van deze Zwitserse tunnel.

## Wedstrijdverloop
In de aanloop naar de finale blijkt dat wereldkampioen Mark Cavendish het peloton op La Manie al niet meer kan volgen. Even later komt Philippe Gilbert ten val op de Cipressa. Op ruim acht kilometer van de streep ontbrandt de koers na een aanval van Johnny Hoogerland op de Poggio. Hij wordt vervolgens gecounterd door Vincenzo Nibali. De enigen die de Italiaan kunnen volgen zijn Simon Gerrans en Fabian Cancellara en Hoogerland moet passen. Op de top van de Poggio hebben ze een handvol seconden voorsprong op een elitegroepje met daarin topsprinters als drievoudig winnaar Óscar Freire en ploeggenoot van Nibali Peter Sagan. Cancellara doet al het werk in de afdaling en in San Remo. Met moeite houdt het drietal stand tegen de achtervolgende groep. Gerrans is van de drie de sterkste sprinter en volgt daarmee zijn landgenoot Matthew Goss op als winnaar.

## Deelnemende ploegen
Naast de achttien teams uit de World Tour hadden zeven ProContinentale ploegen een wildcard gekregen.
| 18 UCI World Tour-ploegen | 18 UCI World Tour-ploegen | 18 UCI World Tour-ploegen | 7 wildcards               |
| ------------------------- | ------------------------- | ------------------------- | ------------------------- |
| AG2R-La Mondiale          | Lampre-ISD                | Sky ProCycling            | Coldeportes-Colombia      |
| Astana Pro Team           | Liquigas-Cannondale       | Team Garmin-Sharp         | Colnago-CSF Bardiani      |
| BMC Racing Team           | Lotto-Belisol             | Team Katjoesja            | Utensilnord-Named         |
| Euskaltel-Euskadi         | Omega Pharma-Quick Step   | Team Movistar             | Acqua & Sapone            |
| FDJ-BigMat                | Rabobank                  | Saxo Bank-Tinkoff Bank    | Project 1T4I-Felt         |
| Orica-GreenEdge           | RadioShack-Nissan-Trek    | Vacansoleil-DCM           | Farnese Vini–Selle Italia |
|                           |                           |                           | Team Type 1-Sanofi        |

## Uitslag
| Milaan–San Remo 2012 |                        |                           |          |
| Plaats               | Naam                   | Ploeg                     | Tijd     |
| Winnaar              | Simon Gerrans          | GreenEdge                 | 6u59'24" |
| 2                    | Fabian Cancellara      | RadioShack-Nissan-Trek    | z.t      |
| 3                    | Vincenzo Nibali        | Liquigas-Cannondale       | z.t      |
| 4                    | Peter Sagan            | Liquigas-Cannondale       | + 3"     |
| 5                    | John Degenkolb         | Project 1t4i              | z.t.     |
| 6                    | Filippo Pozzato        | Farnese Vini-Neri Sottoli | z.t.     |
| 7                    | Óscar Freire           | Team Katjoesja            | z.t.     |
| 8                    | Alessandro Ballan      | BMC Racing Team           | z.t.     |
| 9                    | Daniel Oss             | Liquigas-Cannondale       | z.t.     |
| 10                   | Daniele Bennati        | RadioShack-Nissan-Trek    | z.t.     |
| 11                   | Xavier Florencio Cabre | Team Katjoesja            | z.t.     |
| 12                   | Luca Paolini           | Team Katjoesja            | + 12"    |
| 13                   | Simon Geschke          | Project 1t4i              | z.t.     |
| 14                   | Oscar Gatto            | Farnese Vini              | z.t.     |
| 15                   | Matthew Goss           | GreenEdge                 | + 20"    |
| 16                   | Giovanni Visconti      | Team Movistar             | z.t.     |
| 17                   | Jacopo Guarnieri       | Astana Pro Team           | z.t.     |
| 18                   | Francisco Ventoso      | Team Movistar             | z.t.     |
| 19                   | Koen de Kort           | Project 1t4i              | z.t.     |
| 20                   | Johnny Hoogerland      | Vacansoleil-DCM           | z.t.     |
|                      |                        |                           |          |
| 22                   | Tom Boonen             | Omega Pharma-Quick Step   | z.t.     |

1907 · 1908 · 1909 · 1910 · 1911 · 1912 · 1913 · 1914 · 1915 · 1916 · 1917 · 1918 · 1919 · 1920 · 1921 · 1922 · 1923 · 1924 · 1925 · 1926 · 1927 · 1928 · 1929 · 1930 · 1931 · 1932 · 1933 · 1934 · 1935 · 1936 · 1937 · 1938 · 1939 · 1940 · 1941 · 1942 · 1943 · 1944 · 1945 · 1946 · 1947 · 1948 · 1949 · 1950 · 1951 · 1952 · 1953 · 1954 · 1955 · 1956 · 1957 · 1958 · 1959 · 1960 · 1961 · 1962 · 1963 · 1964 · 1965 · 1966 · 1967 · 1968 · 1969 · 1970 · 1971 · 1972 · 1973 · 1974 · 1975 · 1976 · 1977 · 1978 · 1979 · 1980 · 1981 · 1982 · 1983 · 1984 · 1985 · 1986 · 1987 · 1988 · 1989 · 1990 · 1991 · 1992 · 1993 · 1994 · 1995 · 1996 · 1997 · 1998 · 1999 · 2000 · 2001 · 2002 · 2003 · 2004 · 2005 · 2006 · 2007 · 2008 · 2009 · 2010 · 2011 · 2012 · 2013 · 2014 · 2015 · 2016 · 2017 · 2018 · 2019 · 2020 · 2021 · 2022 · 2023 · 2024 · 2025
Lijst van beklimmingen
 Tour Down Under · 
 Parijs-Nice · 
 Tirreno-Adriatico · 
 Milaan-San Remo · 
 Ronde van Catalonië · 
 E3 Harelbeke · 
 Gent-Wevelgem · 
 Ronde van Vlaanderen · 
 Ronde van het Baskenland · 
 Parijs-Roubaix · 
 Amstel Gold Race · 
 Waalse Pijl · 
 Luik-Bastenaken-Luik · 
 Ronde van Romandië · 
 Ronde van Italië · 
 Critérium du Dauphiné · 
 Ronde van Zwitserland · 
 Ronde van Frankrijk · 
 Ronde van Polen · 
  Eneco Tour · 
 Clásica San Sebastián · 
 Ronde van Spanje · 
 Vattenfall Cyclassics · 
 GP Ouest France-Plouay · 
 Grote Prijs van Quebec · 
 Grote Prijs van Montreal · 
 UCI Ploegentijdrit · 
 Ronde van Lombardije · 
 Ronde van Peking